# 開口神社

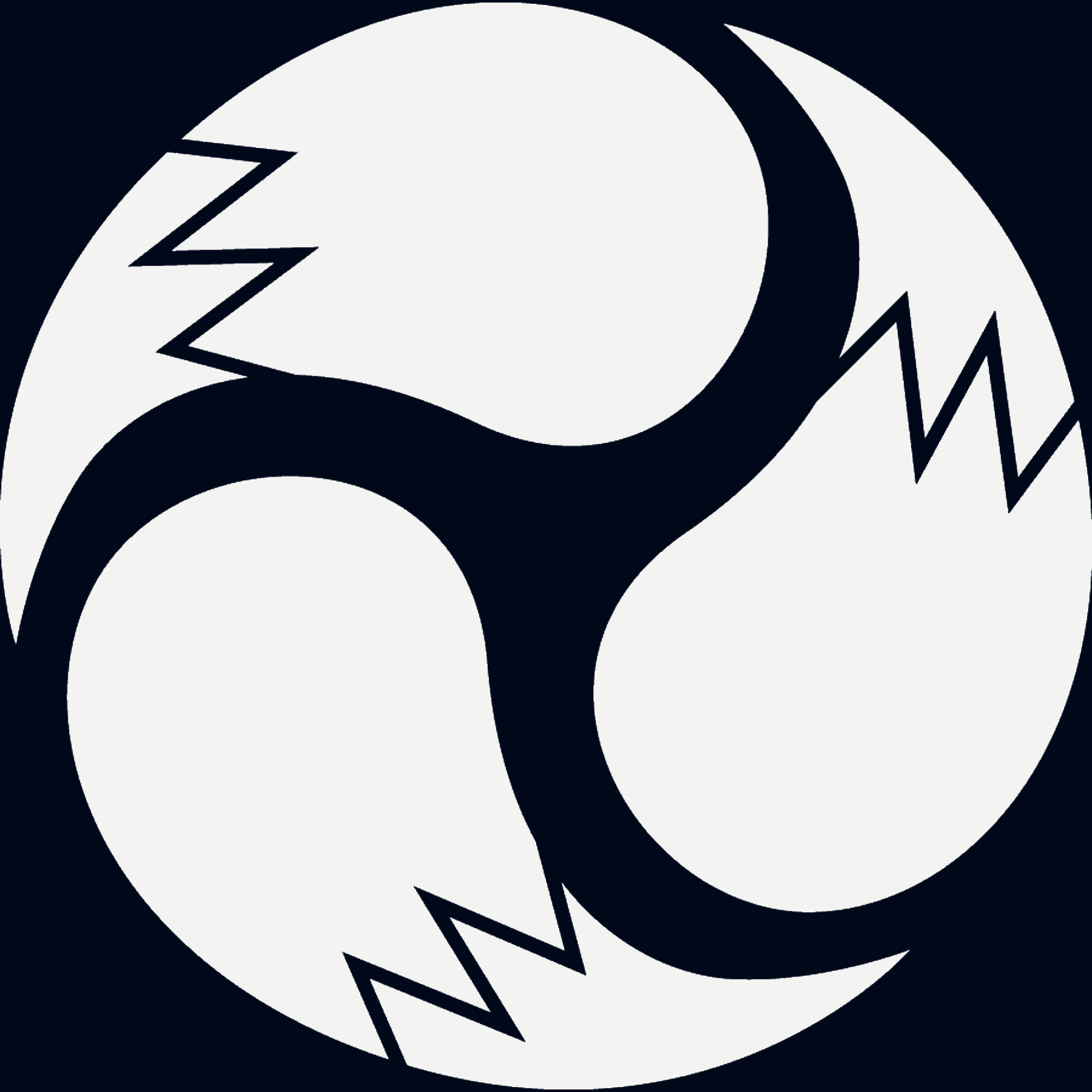
開口神社の神紋。

開口神社（あぐちじんじゃ）は、大阪府堺市堺区にある神社。通称「大寺」（おおてら）。地元では「大寺さん」とよばれ親しまれている。堺南組（大小路以南）の氏神社。式内社で、旧・社格は府社。堺は与謝野晶子の生誕の地でもあることから、開口神社では「晶子恋歌みくじ」が用意されている。

## 歴史
社伝では、神功皇后の三韓征伐の帰途、この地に塩土老翁神を祀るべしとの勅願により創建されたと伝える。
また延喜式神名帳に和泉国大鳥郡24座のうちの一社として記載されていて、この延喜式神名帳では「開口」を「アキクチ」と読ませている。この「アキクチ」が訛って「アグチ」となって現在に至る。摂津国の住吉神社（住吉大社）と古くから関係が深く、天平3年（731年）の記録では「開口水門姫（あきぐちみなとひめ）神社」と書かれている。
天平16年（744年）には行基によって境内に薬師如来を本尊とする密乗山念仏寺が建立されるが、やがて神仏習合化が進み、当社の神宮寺となった。平安時代には空海の影響で念仏寺は真言宗の寺院となるが、空也ともゆかりがあり、密教や浄土教の道場にもなって活況を呈し、念仏寺は「大寺」と通称されるようになり定着するに至った。
承平2年（932年）には神階が正五位上まで昇った。古代から中世にかけて、当社付近は開口村と呼ばれていたが、天永4年（1113年）、原村の素盞嗚神、、木戸村の生国魂神を合祀して「開口三村大明神」と呼ばれ、崇敬されるようになった。
当社と念仏寺の両者とも津守氏の支配下にあったが、堺が商業港として発展し、商人勢力が台頭してくると、商人たちの自治に支えられるようになった。南北朝内乱時代の康応元年（1389年）に豪商野遠屋周阿弥が田地を寄付して以来、田地の寄進が相次いだ。
応永32年（1425年）に朝廷の祈願所となり、応永34年（1427年）には室町幕府の祈願所となった。
天文4年（1535年）には念仏寺の築地修理料として堺南荘の豪商110余名が一人当たり一貫文ずつの銭を寄進しているが、このなかには茶人の武野紹鴎、千利休（「せん与四郎」名義）、奈良春日神社（春日大社）の石灯籠にも名を残す魚屋弥次郎といった有名人の名も記されている。これら豪商から選ばれた10数人が納屋衆、会合衆となって堺の自治組織の運営に当たり、開口神社の祭礼で重職を勤めたのである。
明治に入ると神仏分離令によって念仏寺は廃寺となるが、寛文3年（1663年）に建築された三重塔はそのまま残された。
1873年（明治6年）に郷社に列し、1902年（明治35年）に府社に昇格した。
1945年（昭和20年）7月10日に行われた第6回大阪大空襲（堺大空襲）により本殿や三重塔など悉く焼失したが、貴重な記録類は被害を免れた。現在の社殿は1961年（昭和36年）の再建である。南側には宿院があり、住吉大祭の神輿の御旅所となっている。

## 祭神
- 主祭神 - 塩土老翁神、素盞嗚神、生国魂神

塩土老翁神は住吉大社の住吉三神を一つにして神徳を現した神とされ、「住吉の奥の院」と呼ばれる。

## 境内
- 本殿 - 1961年（昭和36年）再建。
- 拝殿 - 1961年（昭和36年）再建。
- 社務所
- 豊竹稲荷神社
- 三宝荒神社（竈神社）
- 白髭神社・塞神社（庚申さん）
- 舳松神社・松風神社
- 菅原神社・岩室神社
- 薬師社 - 念仏寺の本尊であった薬師如来を祀る。
- 右合祀社 - 熊野神社、厳島神社、兜神社、三宅八幡神社、琴平神社、神明神社、豊受神社
- 左合祀社 - 産霊神社、北辰神社、大国魂神社、恵比須神社、少彦名神社、舟玉神社、楠本神社
- 影向石
- 扇塚
- 白一龍神社
- 金龍井 - 海会寺が南宗寺境内に移転した後、当社の井戸となった。
- 三好元長戦死の碑 - 天文の錯乱で三好元長が自害した顕本寺がこの付近にあった。

## 文化財

### 重要文化財
- 紙本著色大寺縁起 3巻 土佐光起筆（附 筆者目録1巻、蒔絵箱1合、旧・軸木3本）[3] 大阪市立美術館寄託
- 短刀 銘吉光 平造 三ッ棟 鍛え板目 波紋直刃 長さ24.1 粟田口吉光作 大阪城天守閣寄託 社伝では足利義稙寄進という[4]
- 紙本墨画伏見天皇宸翰御歌集 30.8x551.0cm 大阪市立美術館寄託 - 伏見天皇が40歳頃に書いた和歌集の草稿。本巻は春・夏・秋・冬・恋・雑の6つに分かれるが、冬の部が現存唯一まとまって残っている点が貴重[5]。

### 大阪府指定有形文化財
- 開口神社文書 一括（20巻18幅4冊1帖239紙） 大阪歴史博物館・大阪城天守閣・堺市博物館分配寄託 - 鎌倉時代から江戸時代までの開口神社と神宮寺である念仏寺関係の古文書。当社のみならず堺市の歴史を知る上でも貴重[6]。

### 堺市指定有形文化財
- 木造薬師如来坐像

## 祭事
- 元旦祭 - 1月1日
- とんど祭 - 1月15日
- 節分祭 - 2月節分
- 初午祭 - 3月下旬午の日
- さつき祭 - 5月5日
- 大祓・茅の輪くぐり・流鏑馬神事 - 6月30日
- 八朔祭（例祭） - 9月中旬（堺最古の歴史を持つふとん太鼓がかつぎだされる）
- 三宝荒神祭 - 11月28日

## 交通
- 阪堺電気軌道阪堺線 大小路停留場
- 阪堺電気軌道阪堺線 宿院停留場

## 周辺情報
- 菅原神社
- 宿院頓宮
- 堺山之口商店街